# 克羅滕峰

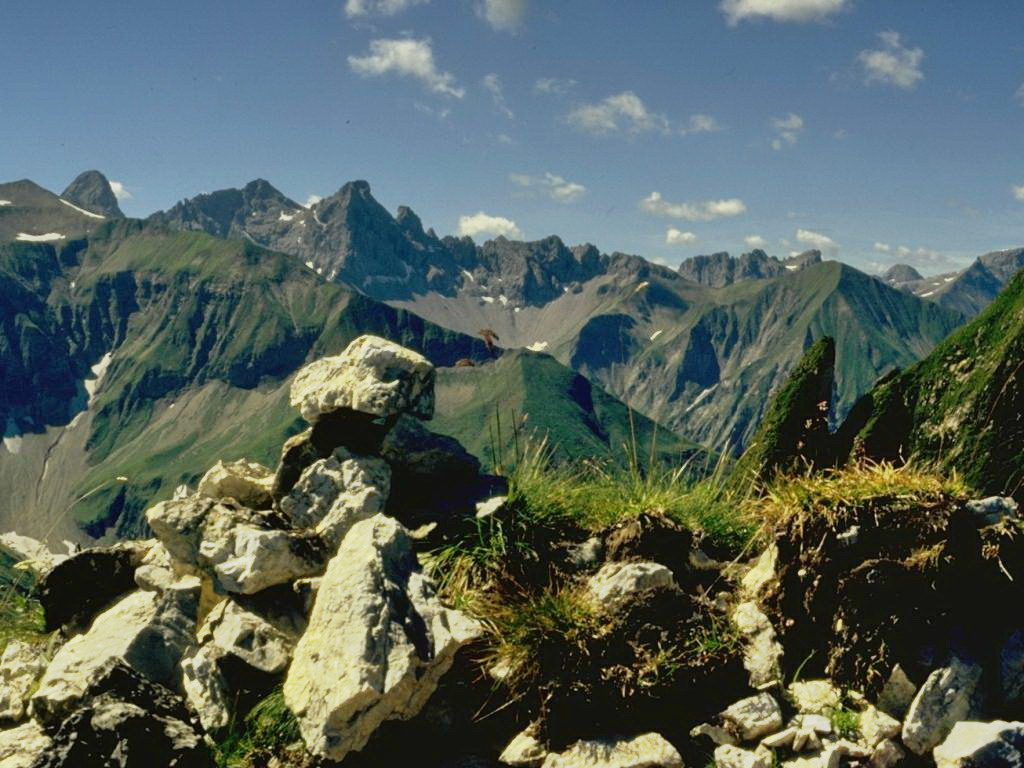

47°19′11″N 10°20′41″E / 47.31972°N 10.34472°E
克羅滕峰（德語：Krottenspitze），是德國的山峰，位於該國東南部，由巴伐利亞負責管轄，屬於阿爾高阿爾卑斯山脈的一部分，距離厄夫訥峰0.4公里，海拔高度2,551米，人類在1854年首次登頂。